# Chicanná
Chicanná (vagy Chicaná) egy maja régészeti lelőhely délkelet-Mexikóban, Campeche államban. Eredeti neve nem ismert, a mai név, amit felfedezője adott neki, szintén a maja nyelvből származik, jelentése „a kígyószáj háza”, és az úgynevezett 2-es épület díszítésére utal. Jelentősége abban áll, hogy itt található a legtöbb jó állapotban fennmaradt Río Bec stílusú épület.

## Leírás
Chicanná Campeche állam keleti részén, Calakmul község területén található egy viszonylag sík területen, őserdővel teljesen körbevéve. A 186-os főút nyugat–keleti irányú, Escárcega és Xpujil közötti szakasztról délre található, Becántól mintegy 2 km távolságra.
Története a késői preklasszikus korban (i. e. 300 és i. sz. 250 között) kezdődött, fénykorát a késői klasszikus korban (550 és 700 között) élte, igaz, ekkor is a közeli Becán alárendelt települése volt. Fejlődésében szerepet játszhatott, hogy a Mexikói-öböl és a déli óceánpart közti kereskedelmi útvonalon fekszik. 13. század eleji hanyatlása is Becán hanyatlásához köthető. A romokat 1969-ben fedezték fel.
A területen hét épület található: a Keleti Palota (1-es épület) egy hosszú épület három-három szobával, a 2-es épület különlegessége egy nagyméretű homlokzati kőmaszk, amely Itzamnát ábrázolja, valamint olyan stukkódíszek, amelyeken még az eredeti vörös és kék festés is fennmaradt, a 3-as, 4-es és 6-os épületek jellegzetessége a középső lépcsőzet, a 11-es épület egy 12-szobás kisebb palota, a 20-as épület pedig egy kétszintes, összesen 15 szobával rendelkező ház. Az 1-es, a 6-os és a 20-as épületeken is kőmaszkos díszítések láthatók.

## Képek

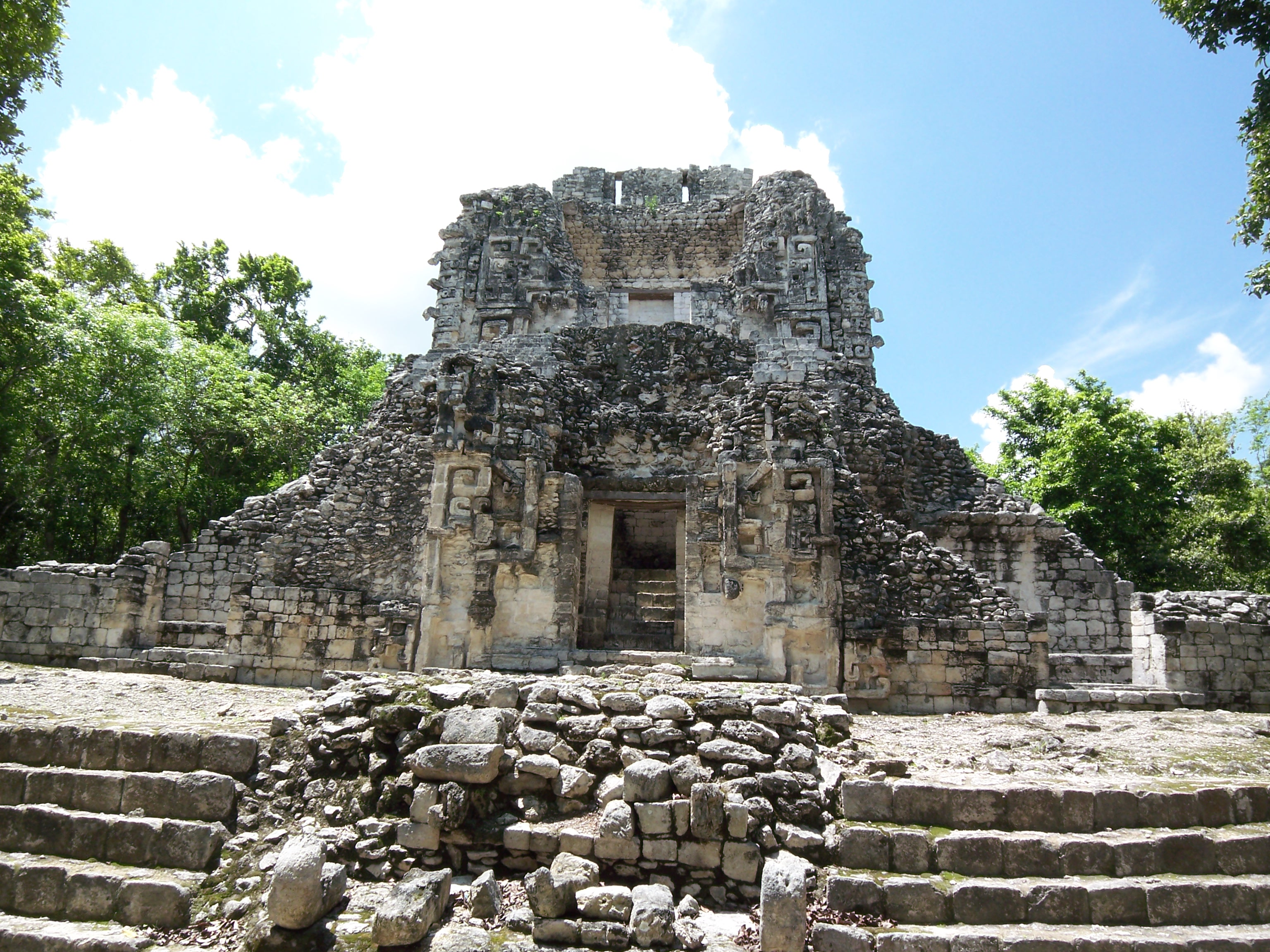
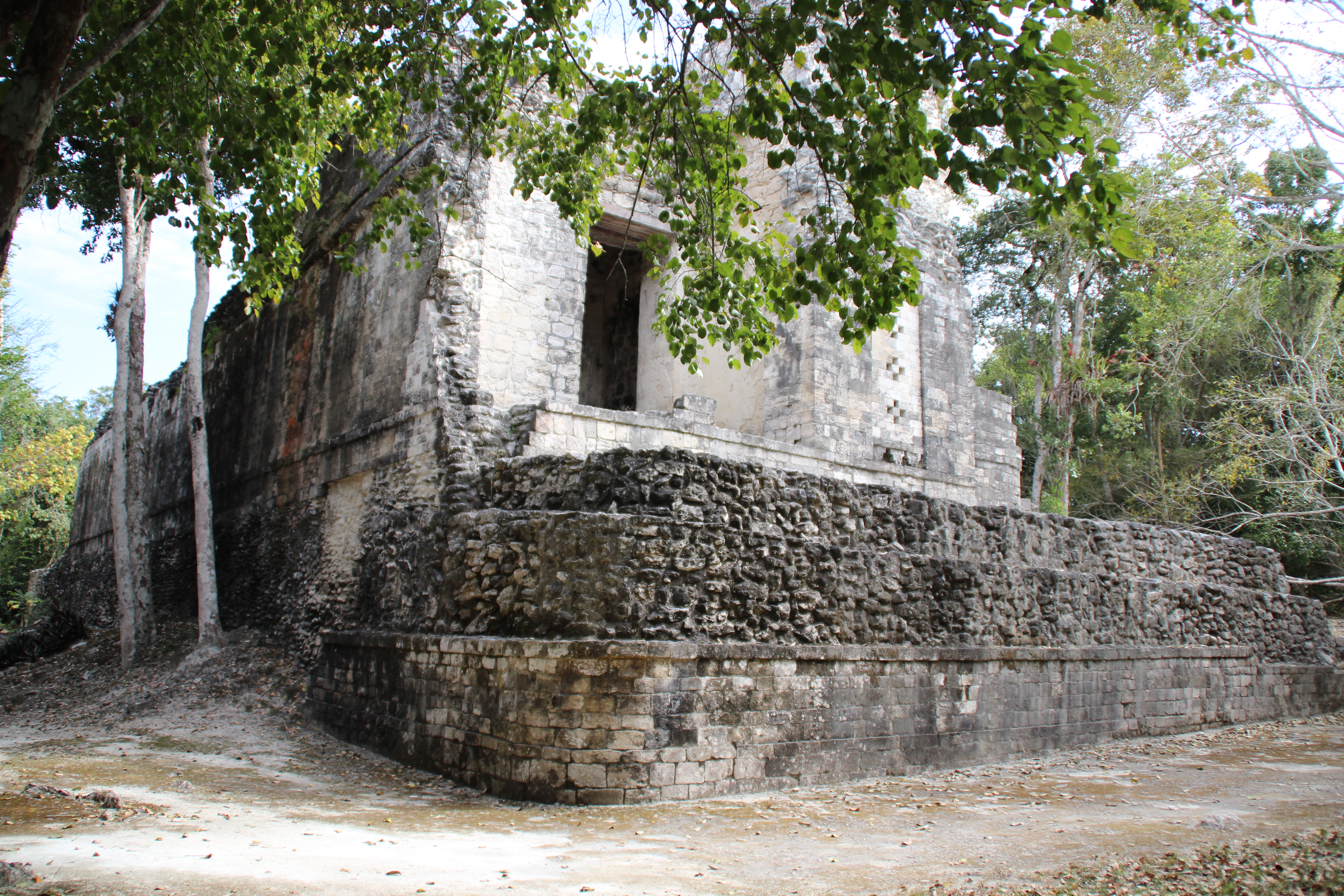
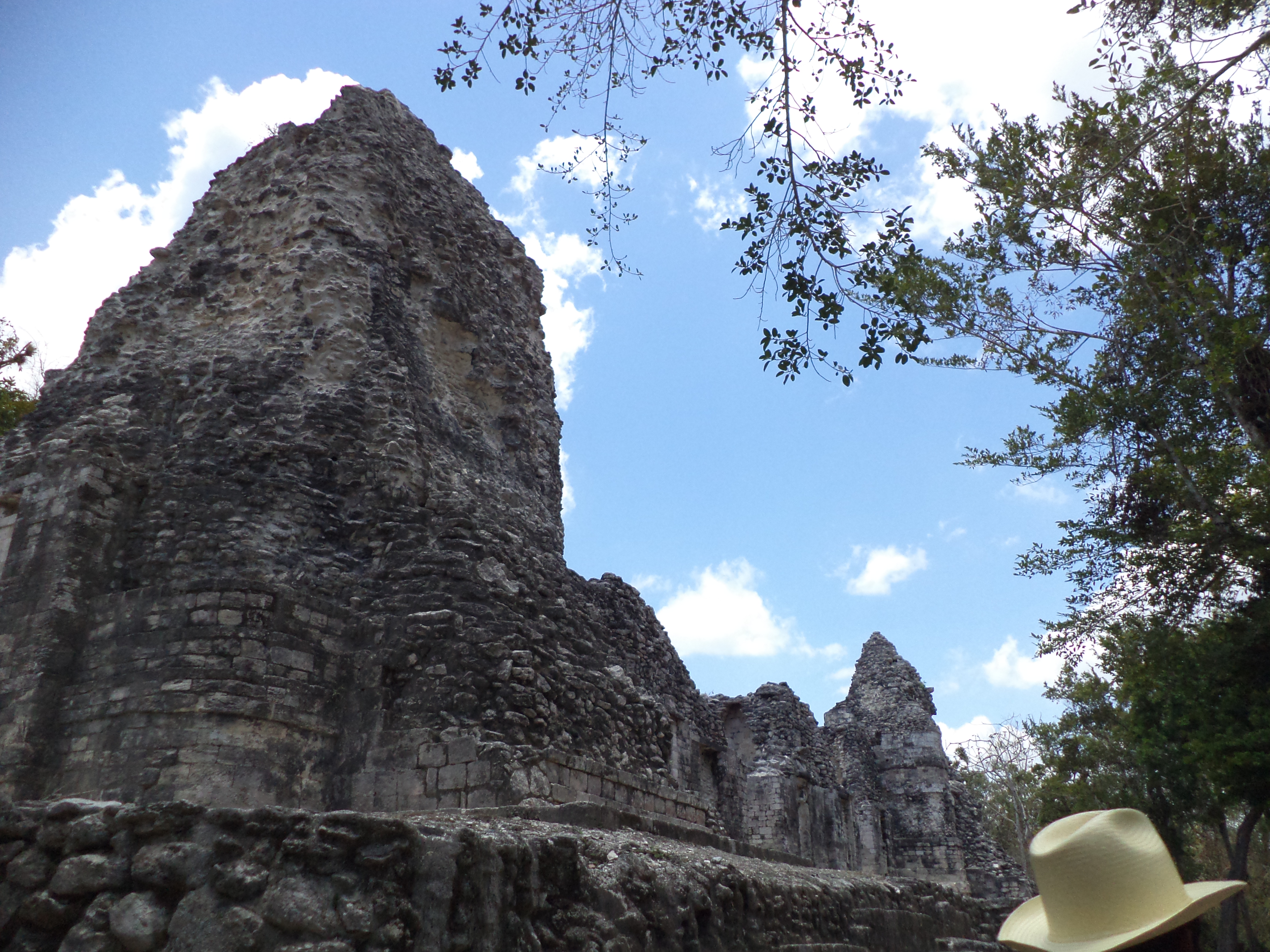
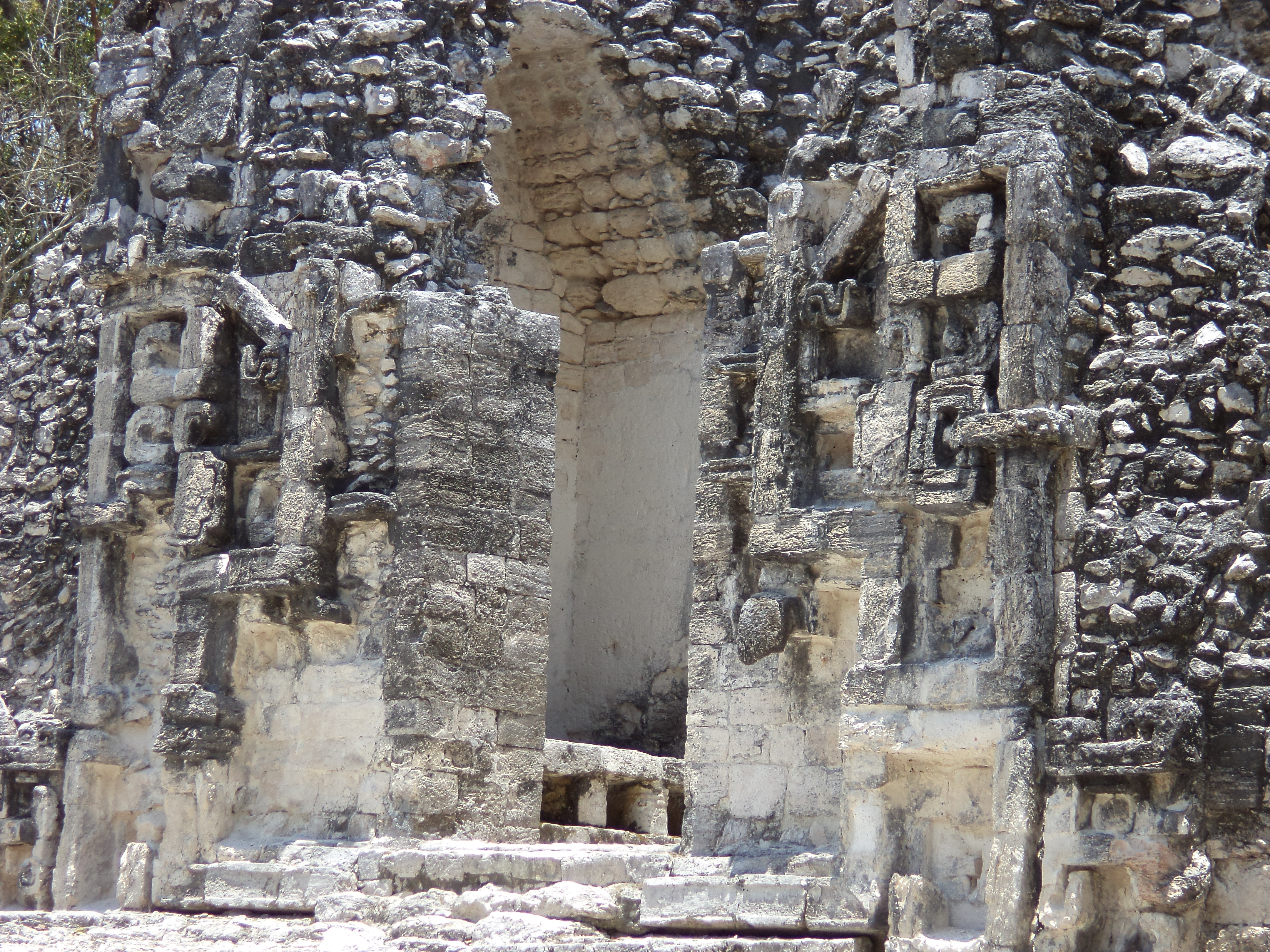